# Boulevard… ossements
Boulevard... ossements est un roman policier français de Léo Malet, paru en 1957 aux Éditions Robert Laffont. C'est le onzième des Nouveaux Mystères de Paris, série ayant pour héros Nestor Burma.

## Résumé
Nestor Burma et sa secrétaire Hélène ont gagné à la loterie une coquette somme qui a mis fin à leurs ennuis financiers, mais le détective continue de recevoir des clients. Omer Goldy, diamantaire de la rue La Fayette, vient lui demander d’enquêter sur le restaurateur Tchang-Pou. Il justifie sa requête en évoquant les liens probables du Chinois avec une filière russe de recel de bijoux. Mais son embarras, qui pique la curiosité du détective, le fait douter de l'honnêteté du diamantaire. 
En compagnie d’Hélène, Burma dîne le soir même au restaurant chinois. À la fin du repas, sous prétexte de se rendre aux toilettes, il monte aux appartements privés de Tchang-Pou. Il y découvre une machine à imprimerie, un carton rose rédigé en anglais et le cadavre d’une jolie blonde. Surpris par le propriétaire, il s’empresse de filer. Hélène, qui avait pressenti le coup, l’attend avec la voiture à la porte de  l’établissement. De retour au bureau, elle traduit le carton rose pour son patron : c’est une réclame pour un lupanar ! Dès lors, l’affaire des bijoux plonge ses racines dans l'histoire des joyaux de la couronne des Romanov avec, en toile de fond contemporaine, une guerre entre factions rivales pour la prise de contrôle d’un lucratif commerce du sexe. 

## Aspects particuliers de l'ouvrage
Le roman se déroule dans le 9e arrondissement de Paris.

## Éditions
- Éditions Robert Laffont, 1957
- Le Livre de poche no 3645, 1973
- Fleuve noir, Les Nouveaux mystères de Paris no 11, 1983 ; réédition 1994
- Éditions Robert Laffont, collection Bouquins, 1986 ; réédition en 2006
- 10-18, Grands détectives no 1883, 1987
- Presses de la Cité, 1990

## Adaptations

### À la télévision
- 1993 : Boulevard… ossements, épisode 2, saison 3, de la série télévisée française Nestor Burma réalisé par Claude Grinberg, adaptation du roman éponyme de Léo Malet, avec Guy Marchand dans le rôle de Nestor Burma.

### En bande dessinée
- Boulevard... ossements de Léo Malet, adapté par le dessinateur Nicolas Barral, d'après l'univers de Jacques Tardi, Paris, Casterman, 2013  (ISBN 978-2-203-05881-1)

## Sources
- Jacques Baudou (dir.), Les Nombreuses Vies de Nestor Burma, Nantes, Les Moutons électriques, coll. « La Bibliothèque rouge no 18 », 2010, 333 p. (ISBN 978-2-36183-003-8, OCLC 670472170), p. 124-126.
- Francis Lacassin, Sous le masque de Léo Malet, Nestor Burma, Amiens, Encrage, coll. « Portraits » (no 4), 1991 (ISBN 978-2-906-38932-8, OCLC 406670086), p. 67-70
- Jean Tulard, Dictionnaire du roman policier : 1841-2005. Auteurs, personnages, œuvres, thèmes, collections, éditeurs, Paris, Fayard, 2005, 768 p. (ISBN 978-2-915793-51-2, OCLC 62533410), p. 91.